# Megalithanlagen von Carapito
Koordinaten: 40° 44′ 48,8″ N, 7° 28′ 1,4″ W
Die vier Megalithanlagen von Carapito befinden sich in der Umgebung von Carapito im Kreis Aguiar da Beira in Portugal, sie waren 1966 Gegenstand wissenschaftlicher Ausgrabungen. 

## „Casa da Moura“ (Carapito I)
Für die Megalithforschung ist Carapito I wichtig, weil es durch den Einsturz von Tragsteinen und Deckstein bis zur Ausgrabung von Eingriffen verschont war, so dass man nahezu das komplette Inventar bergen konnte.

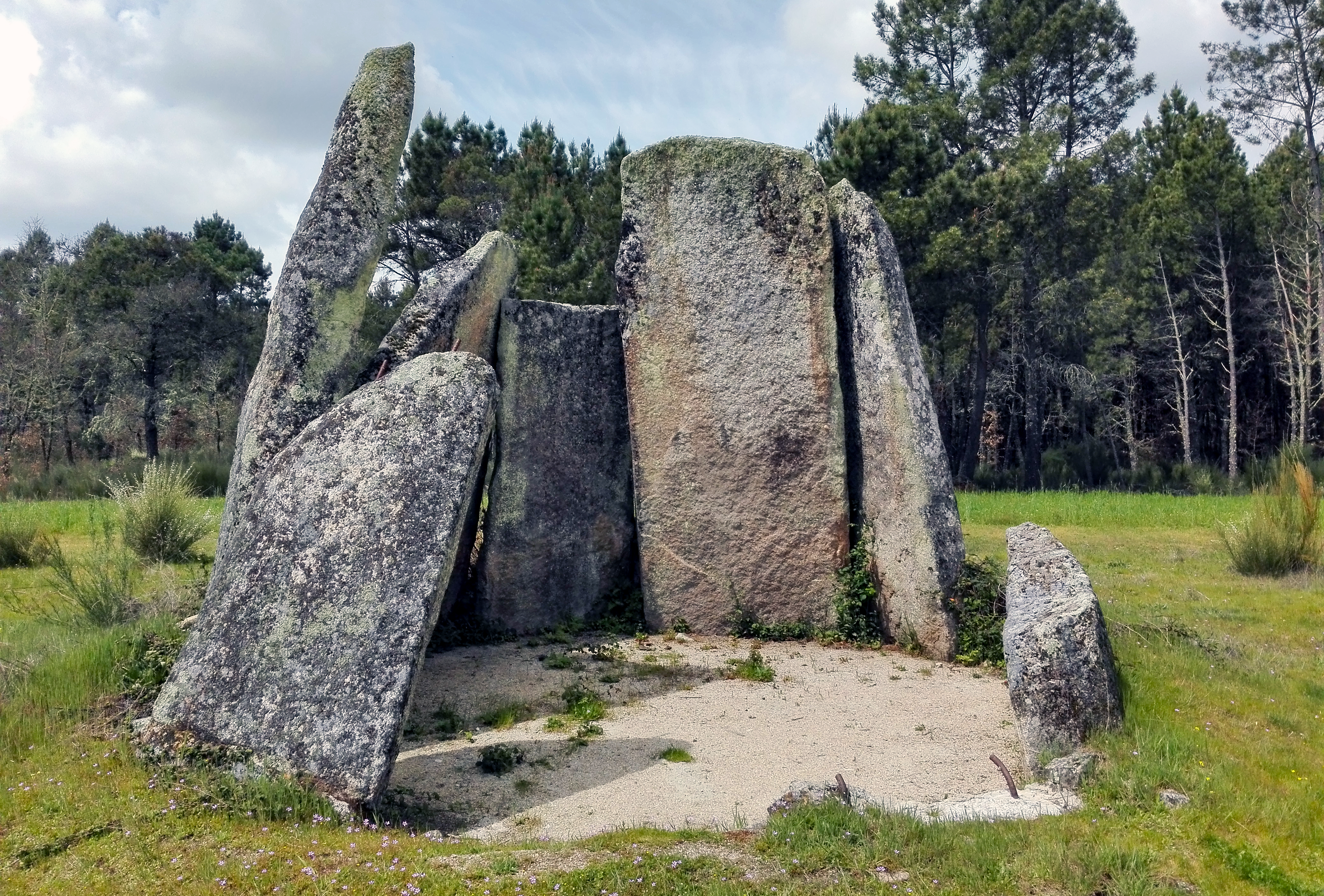
Casa da Moura

Die Anta Carapito l, im Volksmund „Casa da Moura“ genannt, liegt am rechten Ufer des Ribeiro de Carapito, etwa 2,0 km südlich des Ortes, und wurde 1988 einer erneuten Ausgrabung und Restaurierung unterzogen. Mit ihren über fünf Meter langen Tragsteinen ist Carapito l, zusammen mit der Anta Grande do Zambujeiro und der Comenda da Igreja (beide bei Évora), eine der höchsten Megalithanlagen des Landes. Anta ist die portugiesische Bezeichnung für etwa 5000 Megalithanlagen oder Dolmen, die während des Neolithikums im Westen der Iberischen Halbinsel von den Nachfolgern der Cardial- oder Impressokultur errichtet wurden.
Der etwa 18 Tonnen schwere Deckstein wurde im Inneren der Kammer gefunden. Er lag, vermutlich als Folge eines Erdbebens, auf den Bruchstücken zerbrochener Tragsteine. Die heute ohne den schützenden Hügel daliegende Kammer hat eine lichte Weite von 4,7 × 5,15 m und eine Höhe von etwa 4,0 m. Die zwischen 0,5 und 1,15 m tief in den Boden eingetieften Tragsteine tragen fast alle Ritzverzierungen, die zum Teil schwer erkennbar sind. Als Motive finden sich Schlangen- und Sonnendarstellungen. In der "Casa da Moura" von Carapito fand sich ein weiterer verzierter Stein, der aber nicht zur Grabkonstruktion gehörte und erst während der Nutzungszeit eingebracht wurde. Die Steinplatte von 2,8 × 1,5 m besteht aus nicht porphyrhaltigem Granit mit hellem und dunklem Glimmer, wie er vor allem in der Gegend von Porto vorkommt. Von Carapito aus liegt das nächste bekannte Vorkommen der Gesteinsart in 17,0 km Entfernung. Der Stein weist Rillenverzierung auf. Wellenlinien und ovale Gebilde überziehend die Vorderseite. Ähnliche Bilder finden sich als Bemalung in der Anta pintada de Antelas. Die Untersuchungen haben gezeigt, dass die Anlage ähnlich wie die Mamoa do Alto do Cotorino keinen megalithischen Gang hatte.

## Die Funde
In den unteren Schichten fanden sich Feuersteinklingen, Mikrolithen, Perlen sowie Werkzeuge und Votivbeile aus Felsgestein. Keramik kam nur in den oberen, jüngsten Schichten zutage. Die untere Schicht ist anhand von Holzkohle aus einer Feuerstelle im Innern der Kammer absolut bestimmbar, so dass man die Errichtung des monumentalen Baus ins 4. vorchristliche Jahrtausend (zwischen 3700 und 3500 v. Chr.) datieren kann.
In der Nähe liegt die Nekropole von Lameira da Cima.